# Pardosa naevia
Pardosa naevia este o specie de păianjeni din genul Pardosa, familia Lycosidae. A fost descrisă pentru prima dată de L. Koch, 1875. Conform Catalogue of Life specia Pardosa naevia nu are subspecii cunoscute.